# A Twist of Fate
A Twist of Fate ist die einzige Solo-EP des US-amerikanischen Sängers John Arch. Sie erschien im Jahr 2003 bei Metal Blade Records.

## Entstehung und Veröffentlichung
Nach Fates Warnings Awaken the Guardian hatte Arch die Band im November 1986 verlassen und der Musik den Rücken gekehrt. Als Gitarrist Jim Matheos von Fates Warning Anfang 2002 (u. a. mit Mike Portnoy) am Debütalbum von OSI arbeitete, kontaktierte er seinen ehemaligen Bandkollegen Arch, um ihn um Mitarbeit an dem Projekt zu bitten. Arch, der seit 16 Jahren nicht mehr im Musikgeschäft war, lehnte zwar ab, kam aber etwas später auf Matheos zurück und hatte in der Zwischenzeit angefangen zwei Stücke zu schreiben. Portnoy bot seine Dienste als Schlagzeuger an, als Bassist wurde Joey Vera von Fates Warning eingeladen. Zwei Stücke für eine EP wurden im Sommer 2002 in Matheos’ Studio in New Hampshire aufgenommen.

## Titelliste und Stil
1. Relentless – 12:23
2. Cheyenne – 15:36

A Twist of Fate erinnert stilistisch an Awaken the Guardian, klingt aber moderner. Es ist also dem Progressive Metal zuzuordnen: Die Stücke sind komplex, es gibt viele Breaks und ungewöhnliche Melodien. John Arch sing mit gewohnt hoher Stimme.

## Rezeption
Die EP wurde von der Presse äußerst positiv aufgenommen. Dennis Egbers von den Babyblauen Seiten urteilt: John Arch „singt wie ein junger Gott – wahrscheinlich sogar besser als jemals zuvor – und die Songs sind auch alles andere als von schlechten Eltern. […] Fazit: KAUFEN!!!“ Thorsten Gürntke resümiert: „Ich persönlich hätte nicht mit einer solch guten EP gerechnet. […] Ich jedenfalls bin begeistert und packe wohl doch nochmal die Luftgitarre aus.“ Boris Kaiser vom Rock Hard findet, „[d]as Material verlangt […] nach einiger Konzentration, belohnt mutige Hörer“ und „[a]uf einmal fühlt man sich wieder 17 Jahre jünger, und wenn John seine berühmten ausschweifenden Melodien auspackt, denkt man plötzlich, dass irgendwann, irgendwo doch noch alles gut wird.“ Das eclipsed-Magazin nahm A Twist of Fate zunächst weniger euphorisch auf, da es nicht immer „wie aus einem Guss“ wirke, führte es dann aber Jahre später in seiner Liste der 50 Progmetal-Meilensteine auf.